# Coleophora tricolor
Coleophora tricolor is een vlinder uit de familie kokermotten (Coleophoridae). De wetenschappelijke naam is voor het eerst geldig gepubliceerd in 1899 door Walsingham.
De soort komt voor in Europa.